# ايرر (غوهران)
ایرر (بالفارسية: ایرر) هي قرية تقع في إيران في قسم غوهران الريفي. يقدر عدد سكانها بـ 306 نسمة .